# Satyr (блогер)
Satyr (рус. Сатир; настоящее имя — Илья́ Вади́мович Шабе́льников; род. 30 ноября 1990, Новосибирск) — российский видеоблогер, пародист и актёр.

## Ранняя жизнь
Илья Шабельников родился 30 ноября 1990 года в Новосибирске в еврейской семье психолога Анны Пракрити Гумировой (урожд. Друкер) и неназванного отца, который ушёл из семьи, когда Илья был маленьким. Впоследствии Шабельникова воспитывал отчим Вадим, от которого он взял фамилию и отчество.
Изначально Илья обучался в гимназии № 3 в Академгородке, однако в седьмом классе был исключён из неё из-за плохого поведения, затем поступил в МБОУ СОШ № 162 в восьмом классе, однако в десятом классе был исключён и из неё. Одиннадцатый класс Шабельников заканчивал уже в частной школе «Юнион». После окончания школы планировал уехать в Москву и уже там получить актёрское образование, однако «прощёлкал» момент и поступил в Новосибирский государственный театральный институт, где проучился четыре года.

## Карьера
Как отмечал сам Илья, ещё с самого детства он вдохновился Дмитрием Маликовым и мечтал стать певцом, однако после того как мать отправила его на вокальный кружок, «совковые» педагоги отбили у Шабельникова всё желание стать певцом. Спустя время Илья Шабельников вместе с матерью определились с тем, что у него имеются актёрские задатки, и мать отдала его в дом «молодёжи и юности» в Академгородке. Первой актёрской ролью Ильи стала роль сына главной героини в спектакле «Женитьба Бальзаминова».
После окончания университета, Шабельников начал выступать на сцене «Первого театра», попутно подрабатывая проведением корпоративов, свадеб и различных праздников. В феврале 2016 года Илья покинул сцену «Первого театра» и начал работать в театре «Красный факел».
В июне 2017 году Илья Шабельников создал YouTube-канал, взяв себе псевдоним Satyr. На следующий день после создания канала он выпустил пародию на шоу Юрия Дудя. Ролик стал популярен, и на него обратил внимание и сам объект пародии Юрий Дудь; взяв у Шабельникова интервью спустя год, он похвалил пародию. В конце июня того же года на канале была опубликована пародия на блогера и комика Юрия Хованского, а именно пародия на его шоу «Шаверма патруль». В этом же году были выпущены пародии на множество известных личностей, среди них: Алексей Навальный, Николай Соболев, BadComedian, Сергей Дружко, Wylsacom, Макс +100500, Дмитрий Ларин, Олег Тиньков, Афоня, Камикадзе Ди и Big Russian Boss. В 2018 году блогер опубликовал пародии на комика Поперечного, Обломова, Урганта, СтопХам и Егора Крида. Последний же отреагировал на пародию положительно, порекомендовав блогера и назвав его пародию «талантливой». В последующем блогер публиковал пародии на группу «Ленинград», исполнителя Тимати, КликКлак, Моргенштерна, Давидыча, Oxxxymiron, Ксению Собчак, HammAli & Navai, Гуфа, ЧБД, Niletto, Little Big, Джарахова, Арута, Басту, Шастуна, Пашу Техника и Александра Зубарева.

## Личная жизнь
С 2014 по 2020 год состоял в гражданском браке с Марией, с которой у них родилась дочь Таисия в 2016 году. Несмотря на развод, родители остались в дружеских отношениях.
В мае 2025 года стало известно, что Илья Сатир состоит в отношениях с Катей Кищук, которая подтвердила эту информацию, опубликовав совместное фото в социальных сетях.

## Фильмография
| Год          |     | Название                           | Роль              |
| ------------ | --- | ---------------------------------- | ----------------- |
| 2018         | кор | Западный YouTube по-русски         | Лешка Пол         |
| 2018         | вс  | Ничего Смешного                    | Александр Троцкий |
| 2018         | с   | Зона комфорта                      | Дэн               |
| 2019         | вс  | Альманах: Психические расстройства | Герман            |
| 2021         | с   | Маркони сегодня                    | камео             |
| 2023 — н. в. | с   | КликКлак шоу                       | камео             |
| 2023—2024    | вс  | Объяснялкины                       | сценарист         |

## Критика
Несмотря на то, что пародии «высмеивают» различных знаменитых личностей, многие из артистов либо не реагировали, либо пародии им нравились, из числа таких: Егор Крид и Ксения Собчак, которая назвала пародию крайне «талантливой». Однако был и суд, когда Satyr снял пародию на передачу «Орёл и решка», так как на него подала в суд студия TeenSpirit. По итогу блогер дело проиграл и суд назначил ему штраф в размере 20 тысяч рублей.